# Kapušany pri Prešove
Kapušany pri Prešove (w latach 1943–1950: Kapušany) – stacja kolejowa we wsi Kapušany w powiecie Preszów w kraju preszowskim na Słowacji.